# Hermandad de las Angustias (Jerez)
La Antigua y Venerable Hermandad de Nuestra Señora de las Angustias es una cofradía de carácter religioso, ubicada en Jerez de la Frontera, la cual realiza su estación de penitencia en la tarde noche del Domingo de Ramos. Es popularmente conocida como las Angustias. Es una hermandad con carácter serio y tiene una gran devoción.  Es conocida también por llevar un cortejo ordenado.
Es la última del Domingo de Ramos. Es recomendable verla por su plaza en la salida y en la entrada pero lo mejor de su recorrido es por el barrio de San Miguel, donde los hermanos de la cofradía del Santo Crucifijo encienden los cirios alrededor del cortejo mientras un profundo silencio es lo que se escucha. Fue la primera hermandad que sacó hermanos costaleros puesto que antiguamente se les pagaba por llevar los misterios y los palios.

## Historia
En el año 1264 se levantó un pequeño oratorio en la zona conocida cómo el Humilladero. En el siglo XVI la Imagen que ya había en esa pequeña capilla era conocida como La Virgen de los Siete Cuchillos. En 1567 San Juan Grande quiso fundar un hospital junto ha dicha capilla, y en el año de 1578 aquella imagen del Humilladero es ya donada a la hermandad. En 1632 es ya constituida de un modo canónico y legal. El Papa Benedicto XIII concedió a la corporación el rango de Orden Tercera Servita.
En 1786 tras las dificultades que Carlos III impuso a las cofradías, parece que Las Angustias fue la única que continuó precesionando.
En 1868 el templo es convertido en club republicano y posteriormente en templo luterano. Siendo mientras tanto la Virgen guardada en casa de su camarera hasta el año 1872 en que regresa a su templo. Posteriormente la corporación se trasladó al Convento del Espíritu Santo, volviendo a su Capilla de las Angustias en el año 1925. En 1942 la imagen titular fue restaurada

## Túnica
La túnica de esta hermandad es de sarga negra, con cinturón de esparto, cola y zapatillas de esparto negras.

## Iconografía
El único paso de la cofradía representa a Jesús, ya muerto en los brazos de su Santa madre, todo ello al pie de la cruz. La virgen es antiquísima y obra anónima del siglo XVI, está restaurada en todos los aspectos. El paso es una obra de Guzmán y Jesús yacente es obra de Ramón Chaveli

## Reconocimientos
En 2015 la Hermandad recibió el Tulipán de Oro de la Asociación Párkinson de Jerez, por el apoyo en la fundación de la Asociación

## Paso por carrera oficial
| Predecesor: El Transporte | Orden de entrada en Carrera Oficial (Domingo de Ramos) 6º lugar | Sucesor: Paz de Fátima (Lunes Santo) |